# フェルナンド・ガビリア
フェルナンド・ガビリア・レンドン（Fernando Gaviria Rendon、1994年8月19日 - ）は、コロンビア、アンティオキア県出身の自転車競技選手。

## 経歴
若いころから、トラックレースと主に中南米のロードレースで結果を残す。
2015年前半のツール・ド・サンルイスで、コロンビア・ナショナルチームとして出場し、マーク・カヴェンディッシュを破って第1ステージを勝利したことで一躍注目を集める。更に第3ステージでも再度カヴェンディッシュを破り勝利することで、その実力が本物であることを証明した。その後、カヴェンディッシュが所属するエティックス・クイックステップに同年8月からトレーニーとして加入。また、トラック競技のオムニアムでは世界王者となる。
2016年にはティレーノ～アドリアティコでワールドツアー初勝利を飾り、ツール・ド・ポローニュでは二度のステージ優勝を獲得し、山岳ステージまで総合ジャージを守りきった。オムニアムでは世界王者の座を守った。
2017年、ティレーノ～アドリアティコ第6ステージにて、世界王者ペーター・サガンとの一騎打ちを制して2年連続区間優勝を手にした。ジロ・デ・イタリアでは第3、第5、第12、第13ステージで優勝。
2018年、ツール・ド・フランス第1ステージにて優勝、コロンビア人として15年ぶり、史上2人目のマイヨジョーヌ獲得となった。その後、第4ステージにて勝利を挙げ、第12ステージのラルプ・デュエズを前にレースを去った。
2019年、UAEチームエミレーツへ3年契約で移籍。
2023年、モビスター・チームへ移籍。

## 主な戦績

### 2012年
- 世界選手権・ジュニア　優勝（オムニアム、マディソン）

### 2015年
- ツール・ド・サンルイス　区間優勝（第1,3ステージ）
- チェコ・サイクリングツアー　区間優勝（第1(TTT),2ステージ）
- ツアー・オブ・ブリテン　区間優勝（第4ステージ）

- 世界選手権　優勝（オムニアム）

### 2016年
- ツール・ド・サンルイス　区間優勝（第1(TTT),2ステージ）
- ル・ツール・ド・ラ・プロヴァンス　ポイント賞（第3ステージ優勝）
- ティレーノ～アドリアティコ　区間優勝（第3ステージ）
- ツール・ド・ポローニュ　区間優勝（第2,4ステージ）
- グランプリ・アンパニ＝ファン・ペテヘム　優勝
- パリ～ツ－ル　優勝

- 世界選手権　優勝（オムニアム）

### 2017年
- ブエルタ・ア・サンフアン　区間2勝（第1,4ステージ）
- ヴォルタ・アン・アルガルヴェ　区間優勝（第1ステージ）
- ティレーノ～アドリアティコ　区間優勝（第6ステージ）
- ジロ・デ・イタリア　 ポイント賞（第3、第5、第12、第13ステージ優勝）
- ツアー・オブ・ブリテン　区間優勝（第4ステージ）
- ツアー・オブ・広西　 ポイント賞（第1,2,3,6ステージ優勝）

### 2018年
- ブエルタ・ア・サンフアン　区間優勝（第1ステージ）
- コロンビア・オロ・イ・パ　区間優勝（第1,2,3ステージ）
- ツアー・オブ・カリフォルニア　 ポイント賞（第1,5,7ステージ優勝）
- ツール・ド・フランス　区間優勝（第1,4ステージ）

### 2019年
- ブエルタ・ア・サンフアン　区間優勝（第1,4ステージ）
- UAEツアー　区間優勝（第2ステージ）
- ジロ・デ・イタリア　区間優勝（第3ステージ）
- ツアー・オブ・広西　区間優勝（第1,5ステージ）

### 2020年
- ブエルタ・ア・サンフアン　区間優勝（第2,4,7ステージ）
- ブエルタ・ア・ブルゴス　区間優勝（第2ステージ）
- ツール・デュ・リムザン　区間優勝（第2ステージ）
- ジロ・デッラ・トスカーナ 優勝

### 2021年
- ツール・ド・ポローニュ 区間優勝（第3ステージ）

### 2022年
- ツアー・オブ・オマーン  ポイント賞（第1,6ステージ優勝）

### 2023年
- ブエルタ・ア・サンフアン 区間優勝（第4ステージ）
- ツール・ド・ロマンディ 区間優勝（第5ステージ）